# Jan Peter Balkenende

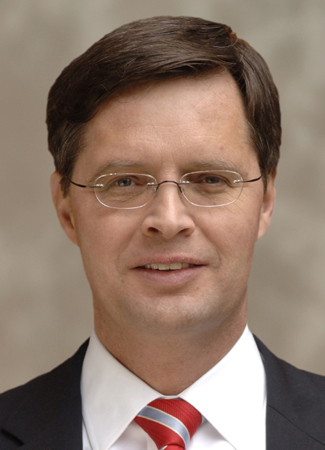
Jan Peter Balkenende 2007

Jan Pieter Balkenende, men mer känd som Jan Peter, född 7 maj 1956 i Biezelinge, Kapelle, Zeeland, är en nederländsk politiker, kristdemokrat, Christen-Democratisch Appél (CDA). Han var premiärminister och regeringschef från 2002-2010. Ledamot av parlamentets andra kammare, Representanthuset, sedan 1998. Partiledare 2001 - 2003. Anhängare av Europatanken och EU. Ingick äktenskap med Bianca Hoogendijk 1998. Balkenende är reformert protestant.

## Bakgrund
Balkenendes far Pieter var egen företagare inom spannmålshandel och hans mor Thona Johanna Sandee var lärare inom den nederländska folkskolan. Han fick sin grundskoleutbildning i protestantiska skolan i Kapelle och sin gymnasieutbildning genomförde Balkenende på Christeiijk Lyceum voor Zeeland i Goes 1968-1974. Han studerade historia 1978-1980 och juridik 1979-1982 vid Fria universitet i Amsterdam. Fil. kand.-examen 1980 och en juridisk mellanexamen 1982. Balkendene återvände till Fria universitet och tog en doktorsexamen i juridik 1992. Från 1982 till 1984 var han anställd som juridisk rådgivare vid nederländska universitets samverkansorgan. Från 1993 till 2002 var han professor (deltid) i Kristen social samhällslära på Fria universitet. Balkendende gifte sig med juristen Bianca Hoggendijk 1998, som han träffade inom CDA 1996. Paret Balkenende bor i den lilla staden Capelle aan den IJssel och hyr en lägenhet i Haag, i stället för att bo i premiärministerns officiella bostad Cartshuis. Paret har en dotter, Amelie, född 1999. Balkenende har offentligt gett uttryck för en personlig gudstro och aktiv inom den reformerta kyrkan. Förutom sin tro har Balkenende pekat ut personalism och kommunitarism som utgångspunkter för sin politik och sitt samhällsengagemang.

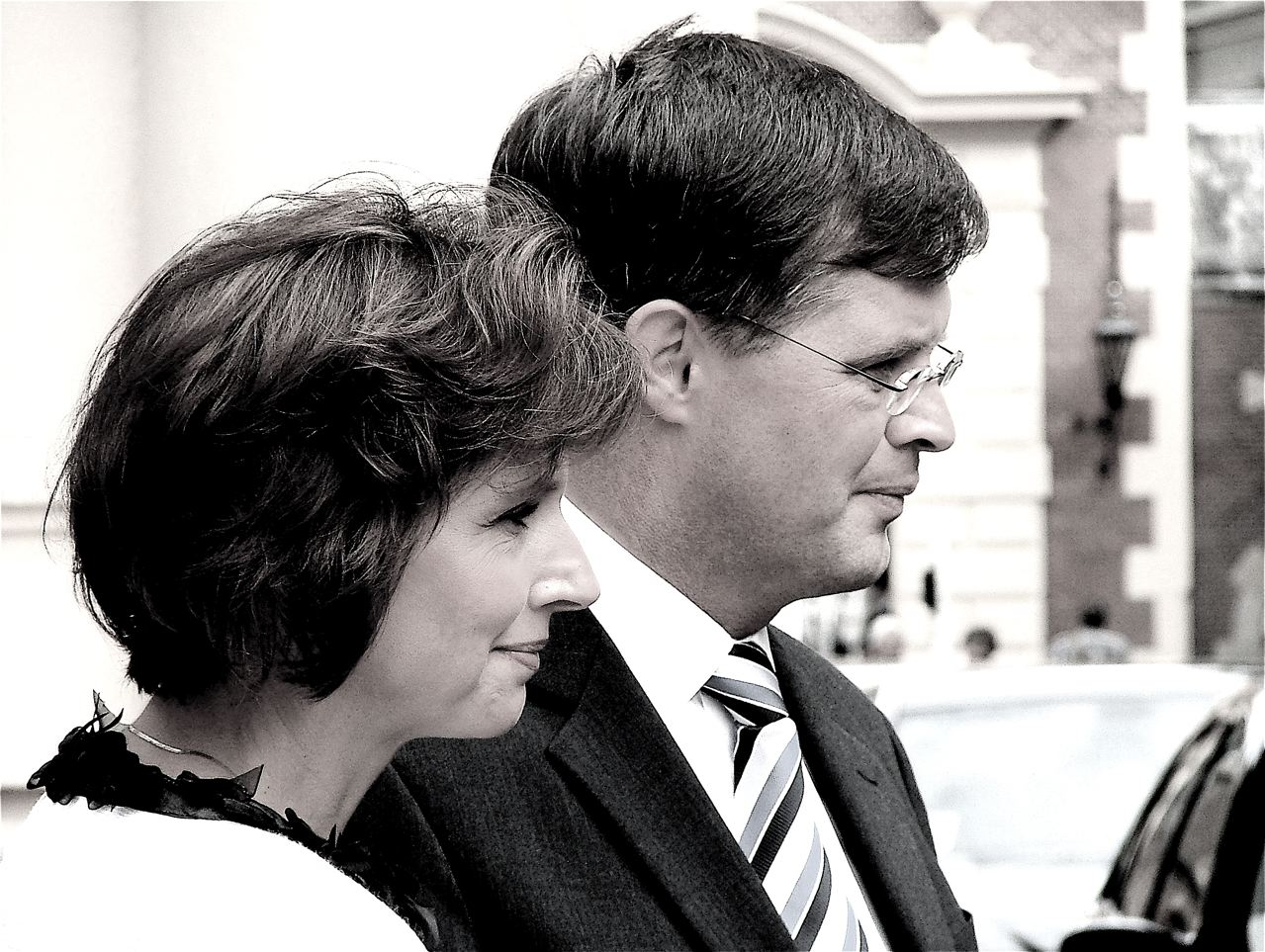
Balkenende med sin hustru Bianca Hoogendijk

## Politiker
Från 1982 var han knuten till CDA:s politiska institut (Wetenschappelijk Instituut) fram till 1989. Balkenende var medlem av Amstelveen fullmäktige fr.o.m. 1982 till 1998 och ledare för CDA:s fullmäktigegrupp från 1994.
Balkenende blev invald i parlamentets andra kammare, Representanthuset, i maj 1998. Han blev partiets officielle talesman i ekonomiska frågor och arbetade också med utrikespolitik och lagstiftning. I sin nya roll förespråkade han en kraftigt minskad statsskuld och betydelsen av sunda offentliga finanser.
Balkenende efterträdde Jaap de Hoop Scheffer (generalsekreterare i Nato) som partiordförande och parlamentarisk ledare 2001. Några veckor före 2002 års val förlorade en koalitionsregering under ledning av Arbetarpartiets (PvdA) Wim Kok en misstroendeomröstning med anledning av publicering av en parlamentarisk undersökning om hur Nederländerna hade hanterat sitt militära och politiska ansvar för de muslimska enklaverna i Bosnien-Hercegovina under kriget i dåvarande Jugoslavien. Efter valet blev CDA åter regeringsparti efter åtta år i opposition och återtog sin ställning som landets största parti.
Balkenende avgick från posten som partiordförande för CDA när han blev premiärminister. Han efterträddes av Maxime Verhagen som är utrikesminister i den nuvarande regeringen.
Han har också varit vice ordförande för en organisation för fristående medier NCRV, medlem av Amsterdam regionala Forum, ordförande för kristna juristers nationella organisation och medlem av nationell etik grupp för små och medelstora företagare, och medlem av parlamentets historiska grupp.

## Pim Fortuyn
Nederländerna genomgick en djup ekonomisk kris, vilket skapade ett samhällsklimat för ett högerpopulistiskt parti som skakade om det politiska livet i landet. Partiets talesman Pim Fortuyn, en professor i sociologi, skribent och författare, som öppet levde ut en extravagant homosexuell livsstil, kritiserade kraftigt vänsterregeringen under Wim Koks ledning i sin bok: De puinhopen van acht jaar paars (Hämnd för åtta år under den skära koalitionen) för att de två regeringarna med arbetarpartiet och liberalerna hade gjort sig skyldiga till misskötsel av den sociala sektorn, och att politiken angående flyktingar och invandring var för slapp. Ökat inslag av personer med muslimsk bakgrund ansåg Fortuyn hota landets tradition av ett öppet klimat för sexuella minoriteter, alternativa livsstilar och missgynna kvinnors ställning i samhället. Den 6 maj, några veckor före 2002 års parlamentsval, blev Fortuyn nedskjuten och dödad utanför radiohuset i Hilversum. Gärningsmannen Volkert van der Graaf, en miljöaktivist, greps av polis och dömdes till 18 års fängelse.

## Valet 2002
Efter Fortuyns död stoppade alla partier sin valrörelse under en vecka. Trots att det inte fanns färdigtrycka valsedlar med namnet på Pim Fortuyns parti: List Pim Fortuyn Pim Fortuyns lista fick partiet 17 procent av rösterna, 26 platser i parlamentet och blev näst största parti. Arbetarpartiet var valets stora förlorare fick 23 mandat en minskning med 12 platser. Det högerliberala partiet (VVD), förlorade 14 platser. CDA fick 41 mandat och återtog sin traditionella ställning som landets största parti och återkom i regeringsställning efter åtta år i opposition. Efter valet fick Balkenende av Drottning Beatrix i uppdrag att bilda en regering. Som en följd av valresultatet bildade Balkenende och CDA en ny regering med LPF och VVD.

## Balkenende I
Balkendens första regering avgick efter endast 86 dagar på grund en inre splittring inom LPF. Pim Fortuyns plötsliga död skapade ett vakuum inom LPF och resulterade i en öppen maktkamp i hans parti mellan två ministrar: Eduard Bomhoff och Herman Heinsbroek. Inom LPF fanns dessutom olika uppfattningar om regeringsarbetet och partiets framtida kurs. Den 16 oktober informerade Balkenende parlamentet att det inte längre fanns några förutsättningar för en fortsatt samverkan med LPF. En expeditionsministär med CDA och VVD stannade kvar i regeringen. Splittringen av LPF blev alltmer uppenbar, när flera av partiets ledande politiker beslutade att bilda ett nytt parti och delta i valet 2003.

## Balkenende II
När rösterna var räknade stod det klart att Arbetarpartiet PvdA hade återhämtat sig från förra valets katastrof (ökning av antal mandat 23 till 42) och LPF gick kraftigt tillbaka från 26 till 8 mandat. CDA gick fram och fick 44 mandat och befäste sin ställning som landets största parti. Balkenende tog upp diskussioner med PvdA om regeringssamverkan för att bilda en stabil regering. När detta misslyckades bildade CDA regering med VVD och socialliberala D66.

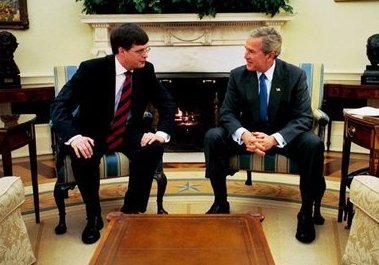
Balkenende vid sitt besök hos president George W. Bush i mars 2004.

I mars 2003 beslutade regeringen att ge politiskt stöd åt USA:s och Storbritanniens invasion av Irak. Nederländerna sände 1 100 soldater till den internationella stabiliseringsstyrkan (SFIR). Det var tänkt att trupperna skulle stanna i sex månader för att stabilisera den södra provinsen Al-Munthanna och för att utbilda irakiska soldater, men kom att stanna kvar i landet under 20 månader. Beslutet var mycket kontroversiellt även inom CDA. En av partiets tidigare premiärministrar Dries van Agt kritiserade beslutet och framförde kritik mot den information och det underlag som parlamentet hade fått inför beslutet.
Under andra halvåret 2004 var Nederländerna ordförandeland inom EU. Under dessa sex månader strävade Balkenende efter aktivt ordförandeskap som skulle kunna vända en växande EU-kritik inom landet som hängde ihop med frågor om invandring och immigration.
Balkenendes ordförandeskap kom att präglas av frågor om hotet från den internationella terrorismen, Turkiets associationsavtal med EU, nya regler för arbetet inom den Europeiska kommissionen, åtgärder för att stärka den ekonomiska tillväxten i Europa och arbetet med att lägga fram ett förslag på EU:s flerårsbudget för nästkommande fem år.
Det nederländska ordförandeskapet arbetade hårt för att förbättra integrationen mellan länderna i unionen genom att lyfta fram betydelsen av generella europeiska värderingar och föra fram förslag hur dessa kristna och humanistiska värden skulle kunna stärkas. Genom programmet "The image of Europe", önskade Balkenende stärka EU:s betydelse för kulturen i Europa.
I juni 2005 röstade 62 procent av väljarna nej till förslaget om en ny konstitution för EU. Nederländerna var det andra landet som genomförde en folkomröstning efter Frankrike om förslaget. Valresultatet var en besvikelse för Balkenende om CDA. Han kommenterade utslaget med en stor oro för en växande nationalism och främlingsfientlighet runt om i Europa. Nationella undersökningar och analyser om folkomröstningen visar att Nederländerna inte är mot EU men att en majoritet anser att unionen under senare år har genomgått för många förändringar om genomförts för snabbt utan tillräcklig medborgerlig förankring.
Den 30 juni 2006 lämnade D66 regeringen i protest mot hur invandrarminister Rita Verdonk (VVD) hanterade en politisk kris som gällde parlamentsledamoten och partikollegan Ayaan Hirsi Alis medborgarskap. Det kom fram att Ali hade tvingas att skriva under ett dokument där hon fick ta på sig skulden för den kris som regeringen hamnat i, när det avslöjades att hon hade ljugit som sitt ursprung för att få uppehållstillstånd i Nederländerna. Balkenende tvingades åter avgå och utlysa nyval. Fram till valet den 22 november ledde han en expeditionsministär mellan CDA och VVD (Balkenende III).

## Balkenende IV
Efter valet i november 2006 följde tre månaders segdragna regeringsförhandlingar. Jan Peter Balkenende lyckades behålla premiärministerposten som ledare för en ny koalition. CDA regerade tillsammans med Arbetarepartiet (PvdA) och Kristliga Unionen. Denna regering förväntade allmänt att hålla ihop till ordinarie val 2011 bl.a. på grund av ett omfattande och väl genomarbetat regeringsprogram och på grund av en väl fungerade personkemi mellan regeringspartiernas ordföranden.
I regeringsförklaringen framförs löften om en allmän amnesti för asylsökande som kom till Nederländerna före 2001, innan de mer restriktiva reglerna infördes. I programmet utlovas också en satsning på 7,2 miljarder kronor på ren energi, höjda skatter på miljöutsläpp och införandet av en flygskatt. Den tidigare regeringens planer på reformerad fastighetsskatt och avveckling av hyresregleringar skrinläggs.
Den 20 februari 2010 regeringen föll efter ett bråk om militärt uppdraget i Uruzgan. Arbetarepartiet lämnade koalitionen. I det följande valet i juni 2010 tappade CDA stort. På grund av utdragna förhandlingar om att bilda ny regering stannade Balkenende som premiärminister för en expeditionsministär till 14 oktober, då den nya regeringen under liberalen Mark Rutte tillträdde.